# Jorge Campos
Jorge Francisco Campos Navarrete (Acapulco, 15 de outubro de 1966), conhecido apenas por Jorge Campos é um ex-futebolista mexicano que atuava como goleiro e atacante.
Campos era conhecido por participar de jogadas assim como os jogadores de linha, além de marcar gols, bem como efetuar assistências para os companheiros de equipe, e também cobrava faltas e pênaltis. Também é lembrado por atuar usando uniformes espalhafatosos e ter uma altura relativamente muito baixa (1,70 m) para um goleiro.

## Carreira
Campos iniciou a carreira em 1988, no UNAM Pumas, onde atuaria até 1995. No começo, o titular era Adolfo Ríos, e El Brody foi escalado como atacante. A improvisação deu certo: na primeira temporada, marcou 14 gols e chegou a brigar pela artilharia. Com a saída de Ríos, Campos tornou-se o novo titular do gol dos Felinos. Em oito anos no Pumas, foram 183 partidas e 31 gols marcados.
Em 1995, foi para o Atlante, onde jogou por uma temporada, marcando um gol em 38 jogos. Este gol acabou sendo marcante para Campos: como o ataque dos Potros de Hierro não rendia o esperado, o goleiro foi deslocado para o ataque e Félix Fernández, seu reserva imediato, entrou em seu lugar. A mudança surtiu efeito: Campos marcou um belo gol de voleio, um dos mais marcantes em sua carreira.
No ano seguinte, assinou com o Los Angeles Galaxy, da então nascente Major League Soccer. Após uma temporada no Galaxy, voltou ao México para defender o Cruz Azul, jogando uma única partida.
Em 1998, retornou aos Estados Unidos para atuar no Chicago Fire, tendo participado de oito jogos. Voltaria ao Pumas no mesmo ano, quebrando o jejum de gols que durava dois anos. Entre 1999 e 2002, jogou por Tigres UANL (1999-2000, 17 jogos), novamente Pumas (2000-2001, 33 jogos) e uma segunda passagem pelo Atlante (2001–2002, 26 partidas).
Campos encerrou sua carreira no começo de 2004, após duas temporadas no Puebla, onde esteve presente em 28 partidas.

## Seleção
Campos disputou 130 partidas pela Seleção Mexicana de Futebol entre 1991 e 2004, não marcando nenhum gol.
Foi titular nas Copas de 1994 e 1998. Em 2002, o técnico Javier Aguirre preteriu o já veterano, de 35 anos, e colocou Óscar Pérez Rojas em seu lugar. A despedida de El Brody da Seleção Mexicana foi também em 2004, em um amistoso contra o Tecos.
Além das Copas de 1994, 1998 e 2002, o goleiro esteve presente em três edições da Copa América (1993, como vice-campeão, 1995 e 1999, ficou com o terceiro lugar), em duas edições da Copa Ouro da CONCACAF (1993 e 1996, sendo campeão em ambas), na Copa Rei Fahd de 1995 (nome antigo da Copa das Confederações), na mesma edição, em 1999 (já com o novo nome, saindo com o título) e nas Olimpíadas de Atlanta, em 1996.
Nos Jogos Olímpicos de Verão de 1996 teria recusado uma oferta de suborno do apostador Wilson Raj Perumal.

## Após a aposentadoria
No mesmo ano de sua aposentadoria como jogador, Campos foi escolhido para ser auxiliar-técnico de Ricardo La Volpe na Seleção Mexicana, função que desempenhou até a Copa de 2006.
Hoje, é dono da Sportortas-Campos, uma franquia de fast-food, e também exerce função de comentarista na TV Azteca.

## Homenagem em desenho animado
Campos foi homenageado no desenho animado "Captain Tsubasa" (Super-Campeões no Brasil) com um personagem batizado de Ricardo Espadas, que também atuava como goleiro e era o capitão da Seleção Mexicana.

## Títulos
México
- Copa das Confederações:1999
- Jogos Pan-americanos: 1999
- Copa Ouro da CONCACAF: 1993, 1996, 1998, 2003

UNAM Pumas
- Liga dos Campeões da CONCACAF: 1989
- Campeonato Mexicano: 1990/91

Los Angeles Galaxy
- California Clásico: 1996
- Conferência Oeste: 1996

Cruz Azul
- Liga dos Campeões da CONCACAF:  1999
- Campeonato Mexicano (Primera División de México): 1997 (Invierno)
- Copa Pachuca: 1997

Chicago Fire
- MLS Cup: 1998
- Lamar Hunt U.S. Open Cup: 1998
- Brimstone Cup: 1998
- MLS Western Conference (Playoff): 1998

## Campanhas de destaque
Seleção Mexicana de Futebol
Copa Ouro da CONCACAF: 1991Terceiro
Copa das Confederações: 1995Terceiro
Copa América: (1993, 2001) Vice-campeão - (1997, 1999) Terceiro
UNAM Pumas
- Copa Interamericana: 2º lugar - 1989

Chicago Fire
MLS Supporters' Shield:  3º lugar - 1998